# Melia Kreiling
Melia Kreiling (Genf, 1990. október 6. –) brit színésznő.
Legismertebb alakítása Daliyah Al-Yazbek a Tyrant – A vér kötelez című sorozatban. A The Last Tycoon című sorozatban is szerepelt.

## Fiatalkora
Genfben született. Szülei az amerikai származású, Randall A. Kreiling és a görög származású Katia Dimopoulou. Athénban nőtt fel, ahol angol iskolába járt. Ezt követően a Nemzeti Állami Tánciskolába járt. Miután Egyesült Királyságba költözött, a Winchesteri Egyetemen és a leedsi Northern School of Contemporary Dance-ben tanult, majd a London School of Dramatic Art színészképzésben részesült.

## Pályafutása
2013-ban a The Bible című sorozatban szerepelt. 2014-ben A galaxis őrzői című filmben szerepelt. 2015 és 2016 között a Tyrant – A vér kötelez című sorozatban szerepelt. 2018-ban a Megmentés című sorozatban szerepelt.

## Filmográfia

### Filmek
| Év   | Magyar cím      | Eredeti cím             | Szerep        | Magyar hang       |
| ---- | --------------- | ----------------------- | ------------- | ----------------- |
| 2012 |                 | Suspension of Disbelief | Juliette      |                   |
| 2013 | Hősök szakasza  | Company of Heroes       | Kestrel       |                   |
| 2013 |                 | Leopard                 | Kara          |                   |
| 2014 |                 | Committed               | Bride Eva     |                   |
| 2014 | A galaxis őrzői | Guardians of the Galaxy | Bereet        | Sipos Eszter Anna |
| 2014 |                 | X Moor                  | Georgia       |                   |
| 2015 |                 | The Healer              | Fernanda      |                   |
| 2015 |                 | MindGamers              | Stella        |                   |
| 2017 |                 | The Last Note           | Hara Lioudaki |                   |

### Televíziós szerepek
| Év        | Magyar cím             | Eredeti cím       | Szerep            | Megjegyzések                              |
| --------- | ---------------------- | ----------------- | ----------------- | ----------------------------------------- |
| 2012      |                        | Rosamunde Pilcher | Eloise Kendall    | 1 epizód                                  |
| 2012      |                        | The Other Wife    | Eloise Kendall    | minisorozat                               |
| 2012–2013 | Borgiák                | The Borgias       | Bianca            | 4 epizód                                  |
| 2013      |                        | The Bible         | Betsabé           | 1 epizód                                  |
| 2015–2016 | Tyrant – A vér kötelez | Tyrant            | Daliyah Al-Yazbek | főszereplő                                |
| 2017      |                        | The Last Tycoon   | Hannah Taub       | mellékszereplő                            |
| 2018      | Megmentés              | Salvation         | Alycia Vrettou    | főszereplő                                |
| 2020      | Mocsok gazdagok        | Filthy Rich       | Ginger Sweet      | főszereplő                                |
| 2022      |                        | Mammals           | Amandine          | főszereplő                                |
| 2022      | Emily Párizsban        | Emily in Paris    | Sofia             | 4 epizód magyar hangja Martinovics Dorina |
| 2023–2024 |                        | Oi Pantheoi       | Marmo Pantheou    | főszereplő                                |
| 2023      |                        | Zoe               | Daphne            | mellékszereplő                            |